# Suseong SK Leader's View
Suseong SK Leader's View (Tiếng Hàn: 수성SK리더스뷰) là một khu phức hợp căn hộ cao cấp ở Daegu, Hàn Quốc, gồm hai tòa tháp đôi cao chọc trời 57 tầng, với chiều cao 225 m (738 ft). Các tòa nhà chọc trời đã đạt chiều cao tối đa theo thiết kế vào năm 2009 và hoàn thành xây dựng vào năm 2010.